# Danh sách tiểu hành tinh: 12201–12300
| Tên                   | Tên đầu tiên | Ngày phát hiện       | Nơi phát hiện           | Người phát hiện                  |
| --------------------- | ------------ | -------------------- | ----------------------- | -------------------------------- |
| 12201 -               | 1981 ED12    | 1 tháng 3 năm 1981   | Siding Spring           | S. J. Bus                        |
| 12202 -               | 1981 EM13    | 1 tháng 3 năm 1981   | Siding Spring           | S. J. Bus                        |
| 12203 -               | 1981 EO19    | 2 tháng 3 năm 1981   | Siding Spring           | S. J. Bus                        |
| 12204 -               | 1981 EK26    | 2 tháng 3 năm 1981   | Siding Spring           | S. J. Bus                        |
| 12205 -               | 1981 EZ26    | 2 tháng 3 năm 1981   | Siding Spring           | S. J. Bus                        |
| 12206 -               | 1981 EG27    | 2 tháng 3 năm 1981   | Siding Spring           | S. J. Bus                        |
| 12207 -               | 1981 EU28    | 1 tháng 3 năm 1981   | Siding Spring           | S. J. Bus                        |
| 12208 -               | 1981 EF35    | 2 tháng 3 năm 1981   | Siding Spring           | S. J. Bus                        |
| 12209 -               | 1981 EF37    | 11 tháng 3 năm 1981  | Siding Spring           | S. J. Bus                        |
| 12210 -               | 1981 EA42    | 2 tháng 3 năm 1981   | Siding Spring           | S. J. Bus                        |
| 12211 Arnoschmidt     | 1981 KJ      | 28 tháng 5 năm 1981  | La Silla                | H.-E. Schuster                   |
| 12212 -               | 1981 QR2     | 23 tháng 8 năm 1981  | La Silla                | H. Debehogne                     |
| 12213 -               | 1981 QN3     | 26 tháng 8 năm 1981  | La Silla                | H. Debehogne                     |
| 12214 Miroshnikov     | 1981 RF2     | 7 tháng 9 năm 1981   | Nauchnij                | L. G. Karachkina                 |
| 12215 -               | 1981 US22    | 24 tháng 10 năm 1981 | Palomar                 | S. J. Bus                        |
| 12216 -               | 1981 WF9     | 16 tháng 11 năm 1981 | Bickley                 | Perth Observatory                |
| 12217 -               | 1982 JD2     | 15 tháng 5 năm 1982  | Palomar                 | Palomar                          |
| 12218 Fleischer       | 1982 RK      | 15 tháng 9 năm 1982  | Anderson Mesa           | E. Bowell                        |
| 12219 Grigorʹev       | 1982 SC8     | 19 tháng 9 năm 1982  | Nauchnij                | L. I. Chernykh                   |
| 12220 Semenchur       | 1982 UD6     | 20 tháng 10 năm 1982 | Nauchnij                | L. G. Karachkina                 |
| 12221 Ogatakoan       | 1982 VS2     | 14 tháng 11 năm 1982 | Kiso                    | H. Kosai, K. Hurukawa            |
| 12222 Perotto         | 1982 WA      | 19 tháng 11 năm 1982 | Bologna                 | Osservatorio San Vittore         |
| 12223 Hoskin          | 1983 TX      | 8 tháng 10 năm 1983  | Harvard Observatory     | Oak Ridge Observatory            |
| 12224 Jimcornell      | 1984 UN2     | 19 tháng 10 năm 1984 | Harvard Observatory     | Oak Ridge Observatory            |
| 12225 Yanfernández    | 1985 PQ      | 14 tháng 8 năm 1985  | Anderson Mesa           | E. Bowell                        |
| 12226 Caseylisse      | 1985 TN      | 15 tháng 10 năm 1985 | Anderson Mesa           | E. Bowell                        |
| 12227 Penney          | 1985 TO3     | 11 tháng 10 năm 1985 | Palomar                 | C. S. Shoemaker, E. M. Shoemaker |
| 12228 -               | 1985 TZ3     | 11 tháng 10 năm 1985 | Palomar                 | S. L. Gaiser, J. P. Leech        |
| 12229 Paulsson        | 1985 UK3     | 17 tháng 10 năm 1985 | Kvistaberg              | C.-I. Lagerkvist                 |
| 12230 -               | 1986 QN      | 25 tháng 8 năm 1986  | La Silla                | H. Debehogne                     |
| 12231 -               | 1986 QQ1     | 27 tháng 8 năm 1986  | La Silla                | H. Debehogne                     |
| 12232 -               | 1986 QZ2     | 28 tháng 8 năm 1986  | La Silla                | H. Debehogne                     |
| 12233 -               | 1986 QF3     | 29 tháng 8 năm 1986  | La Silla                | H. Debehogne                     |
| 12234 Shkuratov       | 1986 RP2     | 6 tháng 9 năm 1986   | Anderson Mesa           | E. Bowell                        |
| 12235 Imranakperov    | 1986 RB12    | 9 tháng 9 năm 1986   | Nauchnij                | L. G. Karachkina                 |
| 12236 -               | 1987 DD6     | 22 tháng 2 năm 1987  | La Silla                | H. Debehogne                     |
| 12237 Coughlin        | 1987 HE      | 23 tháng 4 năm 1987  | Palomar                 | C. S. Shoemaker, E. M. Shoemaker |
| 12238 Actor           | 1987 YU1     | 17 tháng 12 năm 1987 | La Silla                | E. W. Elst, G. Pizarro           |
| 12239 Carolinakou     | 1988 CN4     | 13 tháng 2 năm 1988  | La Silla                | E. W. Elst                       |
| 12240 Droste-Hülshoff | 1988 PG2     | 13 tháng 8 năm 1988  | Tautenburg Observatory  | F. Börngen                       |
| 12241 Lefort          | 1988 PQ2     | 13 tháng 8 năm 1988  | Tautenburg Observatory  | F. Börngen                       |
| 12242 Koon            | 1988 QY      | 18 tháng 8 năm 1988  | Palomar                 | C. S. Shoemaker, E. M. Shoemaker |
| 12243 -               | 1988 RD1     | 9 tháng 9 năm 1988   | Đài thiên văn Brorfelde | P. Jensen                        |
| 12244 Werfel          | 1988 RY2     | 8 tháng 9 năm 1988   | Tautenburg Observatory  | F. Börngen                       |
| 12245 -               | 1988 RM7     | 9 tháng 9 năm 1988   | La Silla                | H. Debehogne                     |
| 12246 Pliska          | 1988 RJ8     | 11 tháng 9 năm 1988  | Smolyan                 | V. G. Shkodrov                   |
| 12247 -               | 1988 RO11    | 14 tháng 9 năm 1988  | Cerro Tololo            | S. J. Bus                        |
| 12248 -               | 1988 RX12    | 14 tháng 9 năm 1988  | Cerro Tololo            | S. J. Bus                        |
| 12249 -               | 1988 SH2     | 16 tháng 9 năm 1988  | Cerro Tololo            | S. J. Bus                        |
| 12250 -               | 1988 TT      | 13 tháng 10 năm 1988 | Kushiro                 | S. Ueda, H. Kaneda               |
| 12251 -               | 1988 TO1     | 9 tháng 10 năm 1988  | Gekko                   | Y. Oshima                        |
| 12252 Gwangju         | 1988 VT1     | 8 tháng 11 năm 1988  | Ayashi Station          | M. Koishikawa                    |
| 12253 -               | 1988 VG4     | 3 tháng 11 năm 1988  | Đài thiên văn Brorfelde | P. Jensen                        |
| 12254 -               | 1988 XJ1     | 7 tháng 12 năm 1988  | Okutama                 | T. Hioki, N. Kawasato            |
| 12255 -               | 1988 XR1     | 7 tháng 12 năm 1988  | Yorii                   | M. Arai, H. Mori                 |
| 12256 -               | 1989 CJ8     | 8 tháng 2 năm 1989   | La Silla                | H. Debehogne                     |
| 12257 Lassine         | 1989 GL4     | 3 tháng 4 năm 1989   | La Silla                | E. W. Elst                       |
| 12258 Oscarwilde      | 1989 GN4     | 3 tháng 4 năm 1989   | La Silla                | E. W. Elst                       |
| 12259 Szukalski       | 1989 SZ1     | 16 tháng 9 năm 1989  | La Silla                | E. W. Elst                       |
| 12260 -               | 1989 SP11    | 30 tháng 9 năm 1989  | La Silla                | H. Debehogne                     |
| 12261 Ledouanier      | 1989 TY4     | 7 tháng 10 năm 1989  | La Silla                | E. W. Elst                       |
| 12262 Nishio          | 1989 UL      | 21 tháng 10 năm 1989 | Kitami                  | K. Endate, K. Watanabe           |
| 12263 -               | 1989 YA4     | 30 tháng 12 năm 1989 | Siding Spring           | R. H. McNaught                   |
| 12264 -               | 1990 CD      | 1 tháng 2 năm 1990   | Dynic                   | A. Sugie                         |
| 12265 -               | 1990 FG      | 23 tháng 3 năm 1990  | Palomar                 | E. F. Helin                      |
| 12266 -               | 1990 FL      | 23 tháng 3 năm 1990  | Palomar                 | E. F. Helin                      |
| 12267 Denneau         | 1990 KN1     | 31 tháng 5 năm 1990  | Kitt Peak               | Spacewatch                       |
| 12268 -               | 1990 OY1     | 29 tháng 7 năm 1990  | Palomar                 | H. E. Holt                       |
| 12269 -               | 1990 QR      | 19 tháng 8 năm 1990  | Palomar                 | E. F. Helin                      |
| 12270 Bozar           | 1990 QR9     | 16 tháng 8 năm 1990  | La Silla                | E. W. Elst                       |
| 12271 -               | 1990 RC2     | 14 tháng 9 năm 1990  | Palomar                 | H. E. Holt                       |
| 12272 Geddylee        | 1990 SZ3     | 22 tháng 9 năm 1990  | Palomar                 | B. Roman                         |
| 12273 -               | 1990 TS4     | 9 tháng 10 năm 1990  | Siding Spring           | R. H. McNaught                   |
| 12274 -               | 1990 UJ1     | 19 tháng 10 năm 1990 | Okutama                 | T. Hioki, S. Hayakawa            |
| 12275 Marcelgoffin    | 1990 VS5     | 15 tháng 11 năm 1990 | La Silla                | E. W. Elst                       |
| 12276 -               | 1990 WW1     | 18 tháng 11 năm 1990 | La Silla                | E. W. Elst                       |
| 12277 -               | 1990 WN2     | 17 tháng 11 năm 1990 | Geisei                  | T. Seki                          |
| 12278 Kisohinoki      | 1990 WQ2     | 21 tháng 11 năm 1990 | Kitami                  | K. Endate, K. Watanabe           |
| 12279 Laon            | 1990 WP4     | 16 tháng 11 năm 1990 | La Silla                | E. W. Elst                       |
| 12280 Reims           | 1990 WS4     | 16 tháng 11 năm 1990 | La Silla                | E. W. Elst                       |
| 12281 Chaumont        | 1990 WA5     | 16 tháng 11 năm 1990 | La Silla                | E. W. Elst                       |
| 12282 Crombecq        | 1991 BV1     | 21 tháng 1 năm 1991  | Haute Provence          | E. W. Elst                       |
| 12283 -               | 1991 EC      | 9 tháng 3 năm 1991   | Dynic                   | A. Sugie                         |
| 12284 Pohl            | 1991 FP      | 17 tháng 3 năm 1991  | Palomar                 | E. F. Helin                      |
| 12285 -               | 1991 FN2     | 20 tháng 3 năm 1991  | La Silla                | H. Debehogne                     |
| 12286 Poiseuille      | 1991 GY4     | 8 tháng 4 năm 1991   | La Silla                | E. W. Elst                       |
| 12287 Langres         | 1991 GH5     | 8 tháng 4 năm 1991   | La Silla                | E. W. Elst                       |
| 12288 Verdun          | 1991 GC6     | 8 tháng 4 năm 1991   | La Silla                | E. W. Elst                       |
| 12289 Carnot          | 1991 GP7     | 8 tháng 4 năm 1991   | La Silla                | E. W. Elst                       |
| 12290 -               | 1991 LZ      | 14 tháng 6 năm 1991  | Palomar                 | E. F. Helin                      |
| 12291 Gohnaumann      | 1991 LJ2     | 6 tháng 6 năm 1991   | La Silla                | E. W. Elst                       |
| 12292 Dalton          | 1991 LK2     | 6 tháng 6 năm 1991   | La Silla                | E. W. Elst                       |
| 12293 -               | 1991 NV1     | 13 tháng 7 năm 1991  | Palomar                 | H. E. Holt                       |
| 12294 Avogadro        | 1991 PQ2     | 2 tháng 8 năm 1991   | La Silla                | E. W. Elst                       |
| 12295 Tasso           | 1991 PE3     | 2 tháng 8 năm 1991   | La Silla                | E. W. Elst                       |
| 12296 -               | 1991 PL13    | 5 tháng 8 năm 1991   | Palomar                 | H. E. Holt                       |
| 12297 -               | 1991 PT14    | 6 tháng 8 năm 1991   | Palomar                 | H. E. Holt                       |
| 12298 Brecht          | 1991 PL17    | 6 tháng 8 năm 1991   | Tautenburg Observatory  | F. Börngen                       |
| 12299 -               | 1991 PV17    | 7 tháng 8 năm 1991   | Palomar                 | H. E. Holt                       |
| 12300 -               | 1991 RX10    | 10 tháng 9 năm 1991  | Palomar                 | H. E. Holt                       |